# Marxismo legal
O marxismo legal é um movimento de pensamento social que surgiu no final do século XIX na Rússia. Baseava-se em uma interpretação particular da teoria marxista, cujos proponentes atuaram nos círculos socialistas entre 1894 e 1901. Os principais teóricos do movimento foram Piotr Struve, Nikolai Berdyaev, Sergei Bulgakov, Mikhail Tugan-Baranovsky e Semyon Frank. O nome deriva do fato de seus apoiadores divulgarem suas ideias em publicações legais.
Ao contrário da geração anterior de socialistas russos conhecidos como narodniks (populistas), que enfatizavam o papel do campesinato na transição para o socialismo, os marxistas legais usaram a teoria econômica de Karl Marx para argumentar que o desenvolvimento do capitalismo no Império Russo era ao mesmo tempo inevitável e benéfico. Como disse Struve, eles forneceram uma "justificativa para o capitalismo" na Rússia.

## Definições
Os teóricos do movimento se apoiavam, em sentido estrito, nas obras de Karl Marx, e em sentido amplo nas de outros autores que desenvolveram as ideias do Marxismo (como Engels). Na definição da Pequena Enciclopédia Soviética (1ª edição), era "um movimento literário e social entre a intelectualidade burguesa radical (...), que surgiu na década de 90 contra o populismo sob o signo do marxismo". Na da Grande Enciclopédia Soviética: "o movimento ideológico e político de parte da burguesia russa avançada, que tentou usar certas disposições dos ensinamentos econômicos de Marx para justificar o desenvolvimento do capitalismo na Rússia".
No título do artigo da Grande Enciclopédia Soviética, em contraste com a Pequena Enciclopédia Soviética, o termo "marxismo legal" é colocado entre aspas. A composição social dos representantes também foi redefinida de "intelectualidade burguesa" para "burguesia". Artigos em dicionários e livros de referência publicados na Federação Russa depois de 1991 repetem as definições enciclopédicas soviéticas da estrutura histórica do marxismo legal e a lista de seus representantes.
O termo "marxistas legais" foi introduzido por Lênin e é bastante convencional, referindo-se principalmente a três economistas: Piotr Bernhardovich Struve (1870 a 1944), Mikhail Ivanovich Tugan-Baranovsky (1865 a 1919) e Sergei Nikolaevich Bulgakov (1871 a 1944) (também geralmente N. A. Berdyaev—no entanto, nunca tratou de questões econômicas). Observa-se que para os representantes do "marxismo legal" o fascínio pelas ideias de Marx durou pouco. O professor Rustem Nureev observou que o desenvolvimento da indústria e do capitalismo (e não uma mudança na estrutura de classes sociais da sociedade) era de importância autossuficiente para os marxistas legais.
Eles próprios preferiram chamar-se "marxistas críticos", como observa O. B. Leontyev, enfatizando que eles reservam o direito à liberdade de pensamento.

### Limites históricos de aplicação do termo
Essencial para determinar os limites históricos dentro dos quais a atribuição formal de uma determinada obra ao marxismo legal é legítima é a definição de "legal". Parte do pressuposto de que se trata de obras publicadas sem violar a ordem estabelecida pela censura czarista, e que estavam em uso lícito (legal) no território do Império Russo.

Da definição formal do termo, as primeiras obras do marxismo legal incluem as obras de Nikolai Ivanovich Sieber. Além disso, o Dicionário Enciclopédico Efron & Brockhaus o coloca claramente em primeiro lugar nesta série. O autor escreve:
"…[Marx] encontrou em Sieber o melhor intérprete e divulgador da literatura russa. Isto foi expresso especialmente na defesa apaixonada da principal obra de K. Marx, "O Capital", por parte de seus críticos russos, Guerrier, Chicherin e Yu. Zhukovsky, bem como na obra principal posterior de Sieber: “Ricardo e K. Marx em suas pesquisas socioeconômicas” (São Petersburgo, 1885) ... Graças principalmente aos trabalhos de Sieber, a teoria do valor-trabalho de Ricardo-Marx e o esquema de desenvolvimento econômico de Marx receberam uma formulação firme e duradoura na ciência econômica russa."
Embora mencionem os méritos de N. Sieber, as enciclopédias soviéticas datam, no entanto, o surgimento do marxismo legal na década de 1890 (ver acima). Um ponto de vista alternativo sobre esta questão foi expresso, em particular, por N. Angarsky, que, num dos primeiros estudos especiais dos tempos soviéticos (1925), destacou a primeira fase inicial de 1876-1897 na história da marxismo legal.

## Principais representantes do marxismo legal
O círculo de leitores e admiradores de Marx na Rússia era extremamente amplo, tanto social como geograficamente. "No caminho para a Europa, recebi uma carta de recomendação a Marx de nosso proprietário de terras das estepes [nota: proprietário de terras de Kazan, Grigory Mikhailovich Tolstoy]…"—Pavel Annenkov disse aos leitores da popular revista russa "Boletim da Europa" em 1880, importante crítico literário e fundador dos estudos de Pushkin. O interesse por Marx e seus ensinamentos formou-se entre o leitor russo antes mesmo da publicação da primeira tradução de O Capital para o russo em 1872; representantes avançados da intelectualidade russa começaram a estudá-lo com base no original de 1867.
Um dos fundadores do marxismo legal foi Piotr Struve. Entre os maiores representantes do marxismo legal costumam ser citados: Struve e seus associados mais próximos (N. A. Berdyaev, S. N. Bulgakov, A. S. Izgoev). À parte deste grupo está a figura de outro grande economista e político russo, M. I. Tugan-Baranovsky. Os seus trabalhos independentes e originais nesta área atraíram a atenção de críticos fora da Rússia. Joseph Schumpeter chama Tugan-Baranovsky de o economista russo mais destacado desse período. Ao mesmo tempo, no quadro do "marxismo legal", Tugan-Baranovsky também desafiou o grupo Struve-Bulgakov.
A tese chave dos marxistas legais era o reconhecimento da progressividade do capitalismo nesta fase: a Rússia não sofre com o capitalismo, mas com o seu desenvolvimento insuficiente. O principal adversário ideológico dos marxistas na Rússia era o populismo. O impulso mais forte para o desenvolvimento da discussão aqui foi a obra de Struve "Notas Críticas sobre a Questão do Desenvolvimento Econômico da Rússia" (1894). Nela, o autor contrasta as visões dos populistas com a teoria do materialismo histórico, que ele aceitou com certas limitações. Acusando os populistas de idealizarem a agricultura de subsistência,
"Struve argumentou aos "portadores da ideologia conservadora da servidão" que o "desenvolvimento da economia de escambo" e da "grande produção centralizada" tem "enorme significado objetivo económico e cultural geral" e que o progresso cultural da Rússia está intimamente ligado ao desenvolvimento do nosso modo de produção capitalista."
Este ensaio de Struve implicou, por um lado, polêmicas com os populistas liderados por Nikolay Mikhaylovsky e, por outro, uma divisão dentro dos próprios marxistas russos. Aqui, o veterano do movimento Plekhanov e o jovem de 25 anos Lênin criticam simultaneamente Struve. Em seu artigo "O conteúdo econômico do populismo e sua crítica no livro do Sr. Struve" (sob o pseudônimo de K. Tulin), Lenin separou os aspectos positivos do ensinamento de Marx como um pré-requisito para a pesquisa das conclusões subjetivas às quais P. B. Struve. Segundo Lenin, em sua obra Struve agiu não como um marxista dialético, mas como um professor objetivista; o marxismo legal de Struve "representava uma tentativa de adaptar praticamente o movimento operário às necessidades e interesses do desenvolvimento social burguês", e o próprio Struve é, de fato, um crítico de Marx, obscurecendo os ensinamentos do marxismo revolucionário sobre a luta de classes. O artigo de Lenin, que logo foi confiscado, caiu na categoria de "marxismo ilegal" e serviu como um importante começo de formação de sistema na gênese dos fundamentos teóricos da doutrina social-democrata russa (mais tarde bolchevique) em termos de sua correlação com os ensinamentos de Karl Marx.[carece de fontes?]
Tugan-Baranovsky aborda o marxismo com base numa profunda análise preliminar dos ensinamentos socialistas e comunistas anteriores. Em seus ensaios "O socialismo moderno em seu desenvolvimento histórico", "Em busca de um novo mundo", "O socialismo como ensinamento positivo", etc., ele faz suas próprias conclusões e avaliações a respeito do sistema capitalista. Muitas vezes coincidem com a posição de Marx; por exemplo, o professor russo também se opõe à exploração do homem pelo homem, pois gera e perpetua a desigualdade social e o antagonismo de interesses. Junto com isso, Tugan-Baranovsky examina criticamente uma série de disposições da teoria de Marx, por exemplo, lei da tendência à queda da taxa de lucro.
Os marxistas legais mantiveram numerosos debates abertos de meados da década de 1890 até o início de 1900, notadamente na Sociedade Econômica Livre em São Petersburgo, e publicaram três revistas entre 1897 e 1901, todas elas eventualmente suprimidas pelo governo imperial:
- Novoye Slovo (1897)
- Nachalo (1899)
- Zhizn (1899–1901, retomada no exterior em 1902)

Os marxistas legais tornaram-se particularmente influentes após a detenção e prisão dos líderes da ala revolucionária do marxismo russo (incluindo Julius Martov e Vladimir Lenin) em 1895-1896. Os marxistas legais e os marxistas revolucionários aliaram-se no final da década de 1890 dentro do recém-formado Partido Operário Social-Democrata Russo, cujo manifesto Struve escreveu em 1898, e as revistas dos marxistas legais foram amplamente utilizadas pelos marxistas revolucionários que viviam no exílio ou no estrangeiro para publicar os seus escritos.
A partir de 1901, o abandono do marxismo pelos marxistas legais levou a uma ruptura com os social-democratas russos e eles migraram para o liberalismo com Struve editando Osvobozhdenie (Libertação), uma revista liberal, de 1902 em diante. Eventualmente, os líderes do movimento aliaram-se à parte radical do Zemstvo dentro da Soyuz Osvobozhdeniya (União de Libertação) em 1903-1905. A maioria deles eram apoiantes proeminentes do Partido Constitucional Democrata após a Revolução Russa de 1905.

## Lugar histórico e significado do marxismo legal
O marxismo legal russo, por um lado, é um fenômeno local e, por outro, um estágio objetivamente determinado no desenvolvimento do marxismo como uma doutrina em escala global e mundial. Uma divisão entre os especialistas de Marx com base na sua atitude em relação aos aspectos revolucionários dos seus ensinamentos ocorreu não apenas na Rússia, mas em todo o mundo. Neste sentido, os marxistas legais da Rússia pré-revolucionária têm uma afinidade genética com os movimentos revisionistas da mesma época no Ocidente, em particular com o de Eduard Bernstein. P. Berlin escreveu em seu artigo "Sobre o Bernsteinismo":
"Não foi Bernstein o primeiro a apontar esta necessidade de corrigir a compreensão popular do marxismo. Neste aspecto, como em muitos outros, Struve estava à sua frente."  —Zhizn, fevereiro de 1901, página 120.
A revista Zhizn citada acima refletia as opiniões dos marxistas legais.

## Textos significativos
- A Fábrica Russa no Século XIX, 1898 de Tugan-Baranovsky